# Haustechniker

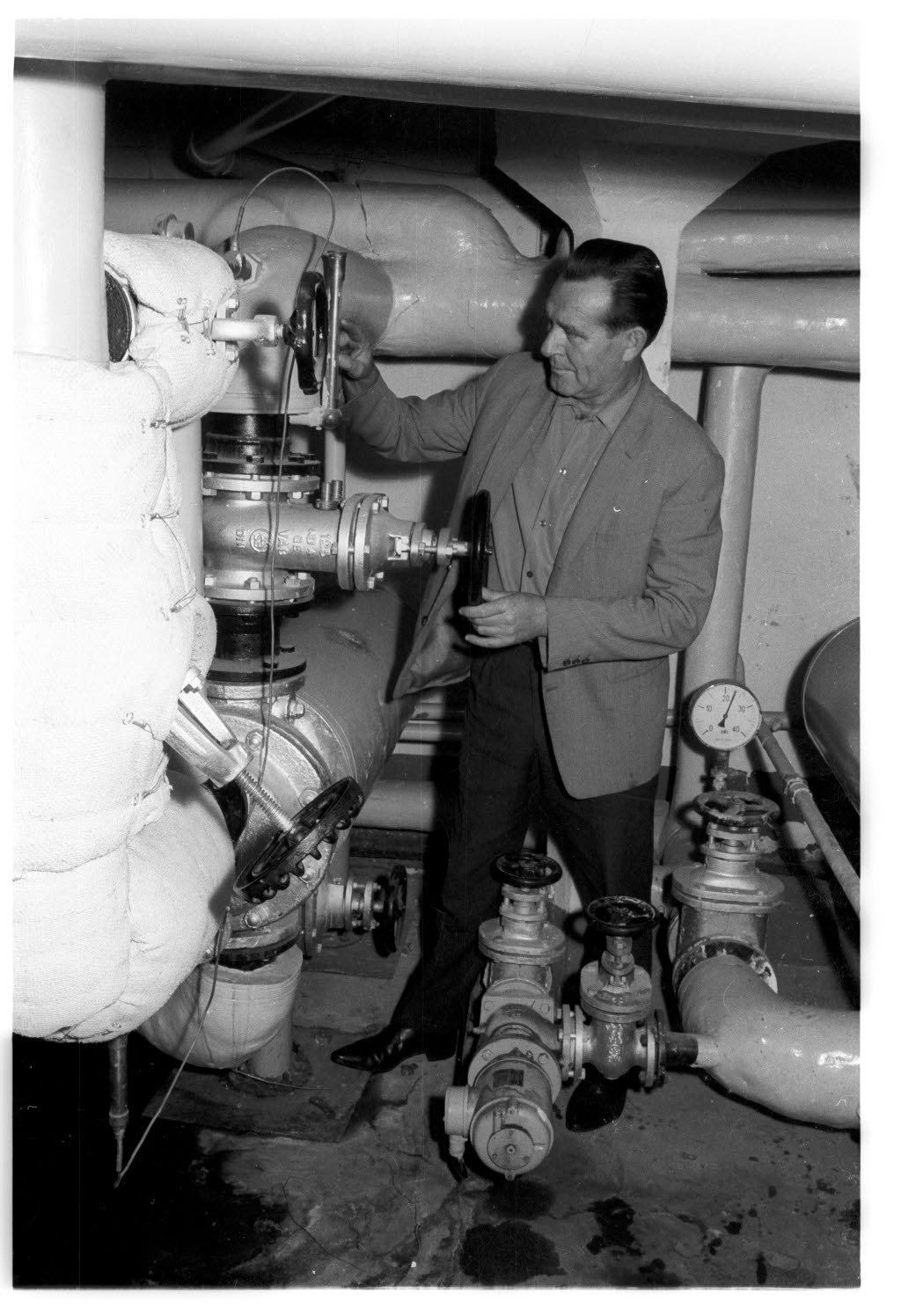
Ein Haustechniker bei der Überprüfung einer Heizungsanlage (1965)

Der Beruf des Haustechnikers ist ein sogenannter Weiterbildungsberuf. 
Zugangsberufe können sein:
Anlagemechaniker Elektrotechnik oder Anlagemechaniker Heizung Sanitär.
Der Haustechniker arbeitet bei Hausverwaltungen im Anlagenmanagement, bei Hausmeisterdienstleistern, bei Haus- und Immobilienverwaltungen, bei Wohnungsbaugesellschaften sowie bei Kommunen. Darüber hinaus kann er ebenso in Einkaufszentren sowie Krankenhäusern tätig werden.

## Deutschland
Die Weiterbildung dauert 6 bis 12 Monate (Vollzeit) und wird u. a. an Fachschulen angeboten.

## Schweiz
Die Bezeichnung „Haustechniker“ wurde zu „Techniker HF Gebäudetechnik“.
Als Einschläge Berufsabschlüsse die zum Studium berechtigen gelten:
- Elektroinstallateur EFZ, Elektroplaner EFZ
- Fachmann/-frau Betriebsunterhalt EFZ
- Gebäudetechnikplaner EFZ (Haustechnikplaner (Heizung, Kälte, Lüftung, Sanitär))
- Heizungsinstallateur EFZ
- Kältemonteur
- Lüftungsanlagenbauer EFZ
- Sanitärinstallateur EFZ
- Spengler
- Sanitärinstallateur

Allgemeines wie Ausbildungsdauer siehe unter Techniker.